# Michèle Fabien
Pour les articles homonymes, voir Fabien.
Michèle Fabien, pseudonyme de Michèle Gérard, née à Genk en 1945 et morte à Caen le 10 septembre 1999, est une autrice dramatique, adaptatrice, traductrice et dramaturge belge . 

## Biographie
Michèle Fabien est la fille de deux professeurs belges d'anglais, Madeleine Bultot et Albert Gérard, et la sœur de Christiane, née cinq ans après elle.
Elle a onze ans quand sa famille s'installe à Élisabethville, Albert Gérard y étant nommé professeur de littérature comparée à la faculté des lettres de la toute nouvelle université — dont il sera doyen de 1961 à 1963. Elle y vit jusqu'en 1961 où elle rentre en Belgique pour y faire sa Rhétorique Sa première année de candidature en philologie romane se déroule à l'université d'Élisabethville où elle rencontre Moïse Tshombe (ils ouvrent le bal des étudiants au Théâtre d'Élisabethville), la seconde à l'université de Liège, toute la famille ayant regagné la Belgique ; en 1966 elle présente son mémoire Scènes de déclaration d'amour dans quelques romans romantiques. Études de scénologie et obtient la licence en philologie romane.
Son intérêt pour le théâtre n'est pas neuf : elle a écrit sa première pièce, en alexandrins, à l'âge 15 ans ; elle a eu des contacts réguliers dès 1964 avec le Théâtre de la communauté à Seraing.  Après un voyage aux États-Unis où elle se lie d'amitié avec Richard Kayne, elle travaille avec Henri Chanal pour le spectacle La Porte de Liliane Wouters.
Elle épouse Jean-Marie Piemme en 1968 et s'installe à Grivegnée ; après avoir passé l'agrégation, elle enseigne à l'Institut provincial d'Enseignement Technique de Huy. Après des séjours au Wellesley College où elle enseigne, une participation comme traductrice à un stage de Andréas Voutsinás sur la méthode Stanislavski, elle obtient un premier mandat d'aspirant au Fonds national de la recherche scientifique et donne divers séminaires sur le théâtre.
En 1973, elle rencontre Jean Louvet et Marc Liebens à Louvain lors d'un exposé de Jacques Huisman suivi de débat. L'année suivante, elle devient Docteur en philologie romane ULiège avec sa thèse Michel de Ghelderode. Une Dramaturgie de l'étouffement et fonde, avec Liebens, Louvet, Piemme, Janine Patrick et Michèle Seutin l'Ensemble Théâtral Mobile, dont elle va être la dramaturge jusqu'à son décès. C'est aussi en 1974 que nait sa fille Alice et qu’elle s’installe à Bruxelles. Elle est nommée maitre de conférences à l’université de Liège en 1975.
Maitre de conférences à l'université de Liège en 1975, elle adopte, sur proposition de Janine Patrick, le pseudonyme de Michèle Fabien en 1977 et se met à l'écriture dramatique avec Notre Sade qui ne sera porté à la scène que sept ans plus tard. 
Elle se sépare de Jean-Marie Piemme et va vivre, à partir de 1979, avec Marc Liebens, rue du Lombard.
Deux ans plus tard, sa Jocaste est créée par Liebens avec Janine Patrick et les éditions Didascalies sont fondées.
En 1983 elle enseigne l'histoire du théâtre et donne l'explication de textes dramatiques à l'INSAS ; l’année suivante elle est professeur de littérature dramatique à l’Institut Saint-Luc de Bruxelles.
1986 constitue une autre année charnière : Fabien entame la traduction du théâtre de Pier Paolo Pasolini en collaboration avec Danièle Sallenave et Alberte Spinette, et, l’Ensemble Théâtral Mobile abandonnant la rue de la Caserne, elle s’installe avec sa fille et son compagnon à Paris, rue Claude Decaen. Cela n’empêche pas le travail en Belgique : sa pièce Tausk est créée à Mons par l’ETM en 1987, année où Fabien obtient le Prix Triennal d’Art dramatique de la Communauté française de Belgique pour Notre Sade qui a été enfin montée en 1985 par Liebens.
Un projet de mise en scène de Jocaste à New York lui permet de rencontrer Judith Malina en 1988 ; l’année suivante, Claire Lacombe et Berthy Albrecht sont créées à Sceaux par Laurence Février (qui avait été la deuxième Jocaste, au Petit Odéon), Atget et Bérénice l’est à Arles par Liebens, à l’occasion des Rencontres d'Arles.
Elle achète avec Liebens un vieux bâtiment, La Crête, à Saint-Pierre-La-Vieille en 1990, voit la création de Claire Lacombe à Bruxelles pour le 20e anniversaire de la fondation du Théâtre du Parvis et entame l’adaptation d’Œdipe sur la route de Henry Bauchau.  En 1991, elle s’installe à Saint-Pierre-La-Vieille tandis que son adaptation d’Amphitryon  de Heinrich von Kleist, dans la mise en scène de Liebens, fait un triomphe au Théâtre national de Belgique.
En 1994, elle commence à écrire Érasme.  En 1995, elle accompagne  au Viêt Nam Liebens et les comédiennes de Cassandre, pièce qui est créée l’an suivant à Bruxelles tandis que Déjanire l’est à Luxembourg et qu’elle découvre avec Liebens un autre lieu qui puisse leur servir de nouveau théâtre à Bruxelles : le Marni, rue de Vergnies.
En 1997, son père décède à Liège. Fabien et Liebens s’installent rue de Vergnies et créent l’adaptation de Une Paix royale de Pierre Mertens pour l’inauguration du théâtre qui dure peu : ils sont expulsés l’année suivante alors qu’elle achève Charlotte et son Œdipe sur la route.
Ils s’installent en 1999 rue Marie-Thérèse à Bruxelles.
La dernière intervention publique de Michèle Fabien, qui portait sur Le corps christique et le scandale dans le cadre d’une semaine Pasolini organisée par l’Académie expérimentale des Théâtres au Théâtre Marni précisément, laisse un malaise.
Morte à Caen le 10 septembre 1999 « d'une hémorragie cérébrale que certains, dont Jean Louvet, n'hésitent pas à attribuer à l'expulsion de l'Ensemble Théâtral Mobile du Marni », Michèle Fabien est inhumée à Saint-Pierre-la-Vieille. Sa fille Alice Piemme est devenue photographe de théâtre.
Œdipe sur la route a été créé au Manège de Namur par Frédéric Dussenne en 1999, Charlotte au Théâtre national de Bruxelles, en 2000, par Marc Liebens.

## Extrait
« Je m'appelle  Jocaste. Regarde-moi. Ni reine, ni  veuve, ni épouse, ni mère. Elle s'appelle suicidée, cette femme immonde et qui est morte seule et souillée  sans que les regards de la cour et des devins, des bergers et des messagers  n'aient cherché la trace de son corps. Transparente pour cause d'horreur. Muette... Écoute... un tout petit écho, et qui vient de si loin... »

— Michèle Fabien, Jocaste

## Exégèse
« La démarche critique se trouve au contraire au cœur de la forme même de l’œuvre de Michèle Fabien.  Elle y revêt un caractère lancinant, quasiment physique.  Très logiquement, son parcours critique et créatif débouche sur l’écriture de textes qui partent de faits historiques ou mythologiques qui ont nourri la littérature — et que celle-ci a nourris.  Ils portent la focale sur des personnages déjà nommés mais perdants (Tausk, Berthy Albrecht, Claire Lacombe, Déjanire) ; démunis de voix (Jocaste) ou de sexe (Zambinella) ; en bord de mort (Atget) ou d’internement (Charlotte). Crypté et présent, le sous-texte ne sert pas pour autant de réponse à la singularité de la dramaturgie de Michèle Fabien.  Il lui permet d’élaborer un art théâtral qui sort radicalement de l’anecdotique comme du burlesque ; de tout ce qui pourrait être comédie, vaudeville ou mélodrame.  Ce faisant, il contribue à poser, à travers la distanciation interne et la forme de dédoublement qu’il met en œuvre, non seulement la question de la théâtralité de la représentation mais celle de l’art — fait suffisamment rare au théâtre pour être souligné. »

— Marc Quaghebeur, Des vides avec des mots, le théâtre de Michèle Fabien,

## Œuvres

### Théâtre
- Jocaste, monologue, Bruxelles, Didascalies, 1981
- Notre Sade, Bruxelles, Didascalies, 1985 ; réédité en 2000, Éditions Labor, Bruxelles
- Tausk, Actes Sud Papiers, 1987
- Adget et Bérénice, Actes Sud Papiers, 1987
- Claire Lacombe et Berty Albrecht, Actes Sud Papiers, 1989
- Déjanire, Didascalies, 1995 (publié avec Jocaste et Cassandre)
- Charlotte, Éditions Labor, 2000 (publié avec Notre Sade et Sara Z)
- Sara Z, Éditions Labor, 2000

### Adaptations
- Maison de poupée d'Henrik Ibsen
- Les Bons Offices de Pierre Mertens
- Oui de Thomas Bernhard
- Aurelia Steiner de Marguerite Duras
- Amphitryon d'après Heinrich von Kleist
- Cassandre d'après Christa Wolf
- Une paix royale de Pierre Mertens
- Œdipe sur la route d'Henry Bauchau

### Traductions
- Affabulazione de Pier Paolo Pasolini
- Pylade de Pier Paolo Pasolini
- Calderon de Pier Paolo Pasolini
- Amphitryon de Plaute
- Porcherie de Pier Paolo Pasolini
- Bête de style de Pier Paolo Pasolini
- Stabat mater d'Antonio Tarantino

## Mises en scène
- En 1982, Aurélia Steiner de Marguerite Duras ;
- En 1984, Pareils et mêmes de Manfred Karge, traduit par Marie-Luce Bonfanti, co-mise en scène avec Ginka Tcholakova-Muller[5].